# Ворсо (Индијана)
Ворсо (енгл. Warsaw) град је у америчкој савезној држави Индијана.

## Демографија
По попису из 2010. године број становника је 13.559, што је 1.144 (9,2%) становника више него 2000. године.
| Група             | 2000.          | 2010.          |
| Белци             | 10.821 (87,2%) | 11.416 (84,2%) |
| Афроамериканци    | 175 (1,4%)     | 213 (1,6%)     |
| Азијати           | 133 (1,1%)     | 294 (2,2%)     |
| Хиспаноамериканци | 1.144 (9,2%)   | 1.407 (10,4%)  |
| Укупно            | 12.415         | 13.559         |